# Museo dell'Educazione
Il Museo dell'Educazione dell'Università degli Studi di Padova ha sede presso il Dipartimento di Filosofia, Sociologia, Pedagogia e Psicologia Applicata FISPPA e conserva materiale del passato relativo alla formazione dell'individuo, a partire dalla nascita fino ad arrivare all'età adulta.
È stato fondato nel 1993. Inizialmente il suo patrimonio proveniva soprattutto dalle scuole, ma poi si è esteso anche ai materiali prodotti da tutte le istituzioni che intervengono nel processo formativo: la famiglia, la chiesa, le associazioni.

## Sezioni
Le collezioni sono suddivise nelle seguenti sezioni:
- Dentro la scuola - La sezione comprende arredi scolastici, sussidi didattici e materiale di cancelleria.
- Fotografie - La sezione si compone di un fondo fotografico di circa 1000 scatti, relativi alla scuola e alla famiglia.
- Materiale librario - La sezione riunisce edizioni di narrativa per l'infanzia, libri di testo, guide didattiche e manuali di pedagogia.
- Materiale d'archivio - La sezione è dedicata a documenti manoscritti (per esempio quaderni ed elaborati didattici) e documenti didattici (per esempio pagelle e registri), a cui si aggiungono fondi personali e istituzionali.
- Materiale da altre istituzioni educative - La sezione riunisce soprattutto documenti relativi al mondo della parrocchia, della palestra e dell'associazionismo giovanile.
- Nella casa - La sezione raccoglie giocattoli e arredi domestici.